# Рудник Корначчіно
Рудник Корначчіно (Cornacchino) – колишня дрібна копальня у італійському регіоні Тоскана, за сім десятків кілометрів на південний схід від Сієни.
Корначчіно відносився до гірничодобувного регіону вулкану Монте-Аміата, відомого своїми копальнями ртутної руди (набільшими з них були Аббадія-Сан-Сальваторе та Сієле). Пошуки ртутної руди в Корначчіно започаткували в 1872 році, а у 1879-му почалось спорудження перших штолень для розробки родовища. Протягом кількох десятків років копальня належала німецькому підприємцю Філіпу Шварценбергу та його нащадкам, а з 1917-го на тлі Першої світової війни власником стала компанія Monte Amiata S.A.p.Az., що знаходилась під контролем Banca Commerciale. Видобута руда проходила переробку на належному до копальні власному плавильному заводі.
Робота копальні тривала з перервами до 1929/1930 років (є відомості, що після 1921-го тут провадили лише окремі розвідувальні заходи).
В наші часи копальня відноситься до парку-музею «Копальні Монте-Аміата». В межах цього проекту відкрито для відвідування два тунелі, відомі як «Галерея Ріторта» (спорудження цих об’єктів датується періодом до 1889 року).